# عليآباد غاوكش (مقاطعة دلفان)
عليآباد غاوكش (بالفارسية: علی اباد گاوکش) هي مستوطنة تقع في قسم خاوة الجنوبي الريفي (مقاطعة دلفان) في إيران. يقدر عدد سكانها بـ 191 نسمة .